# Riedering
Riedering là một đô thị trong huyện Rosenheim bang Bayern thuộc nước Đức.